# Snow blower

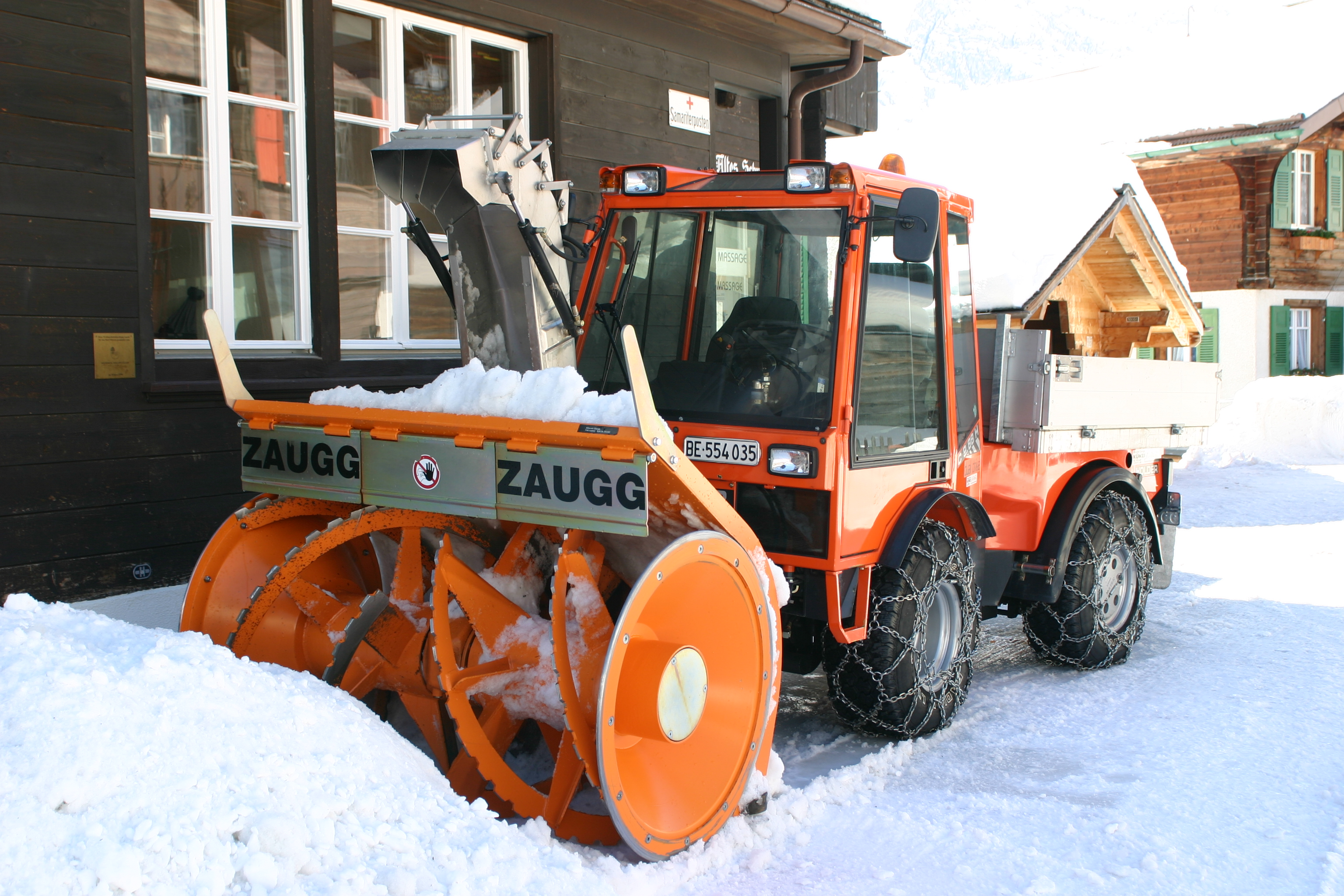
Um removedor de neve equipado com pneu com correntes.

Um snow blower também chamado de snow thrower é um veículo removedor de neve. Possui emprego nos mais variados campos como ferroviário, rodoviário, doméstico e esportivo.
O termo snow thrower é geralmente usado para definir o equipamento que trabalha com estágio simples, já snow throw define o equipamento que trabalha com dois estágios (remover ou eliminar). Podem ser movidos a eletricidade ou a partir de motores de combustão interna alimentados com gasolina, diesel ou outro combustível.
Trata-se de um equipamento de grande utilidade em locais com ocorrências de neve, podendo em alguns caso remover neve de grandes espaços como uma linha férrea ou até mesmo uma autoestrada. Possui capacidade de remoção de até três metros de neve, ou em casos mais simples, pode remover apenas alguns centímetros de neve.